# Saumon fumé

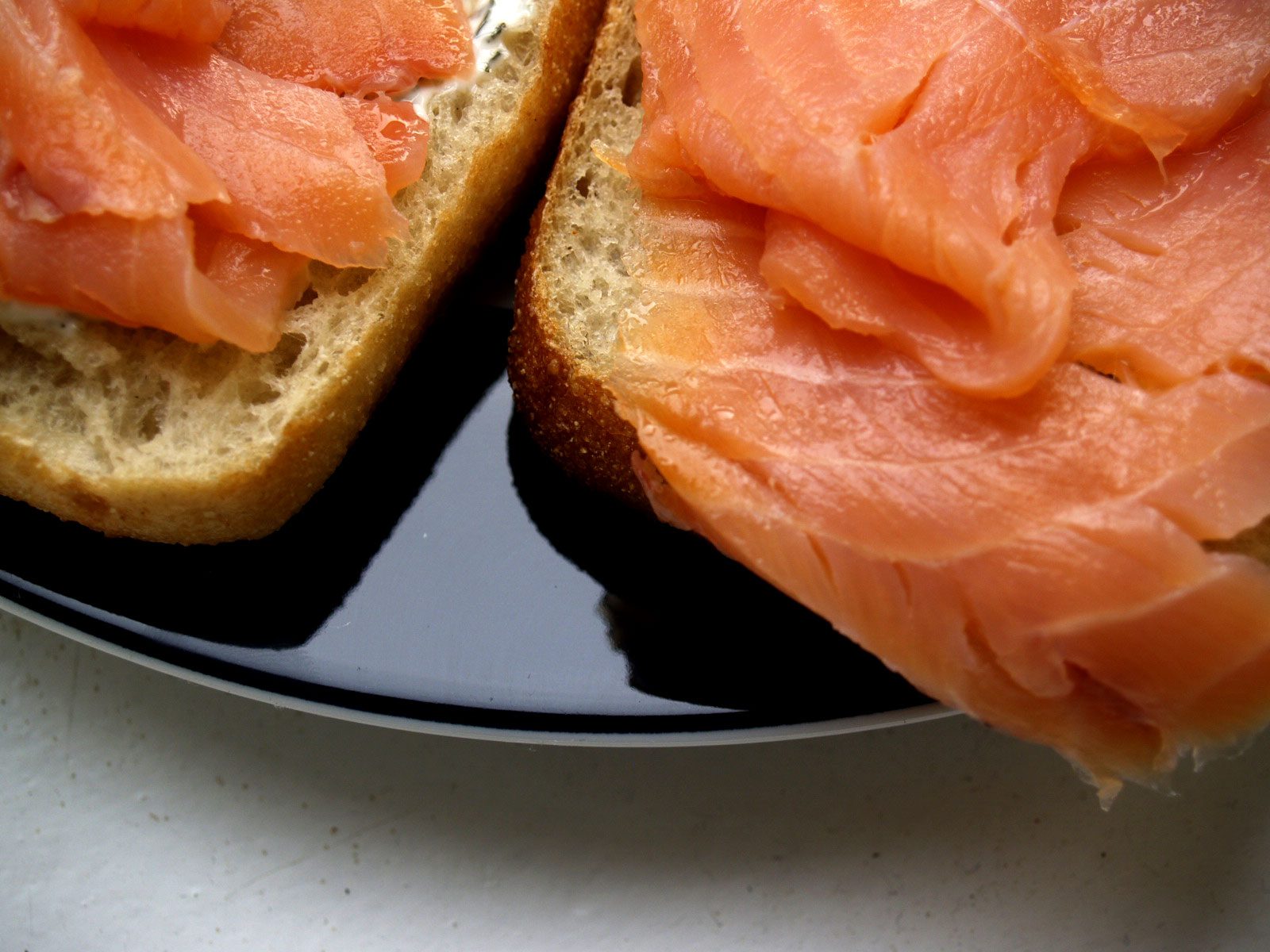
Du saumon fumé sur des toasts.

Le saumon fumé est une préparation à base de saumon, dont on utilise en général le filet, salé, puis fumé à chaud ou à froid. Son prix relativement élevé en fait un mets de choix, notamment en Europe et en Amérique du Nord.

## Présentation

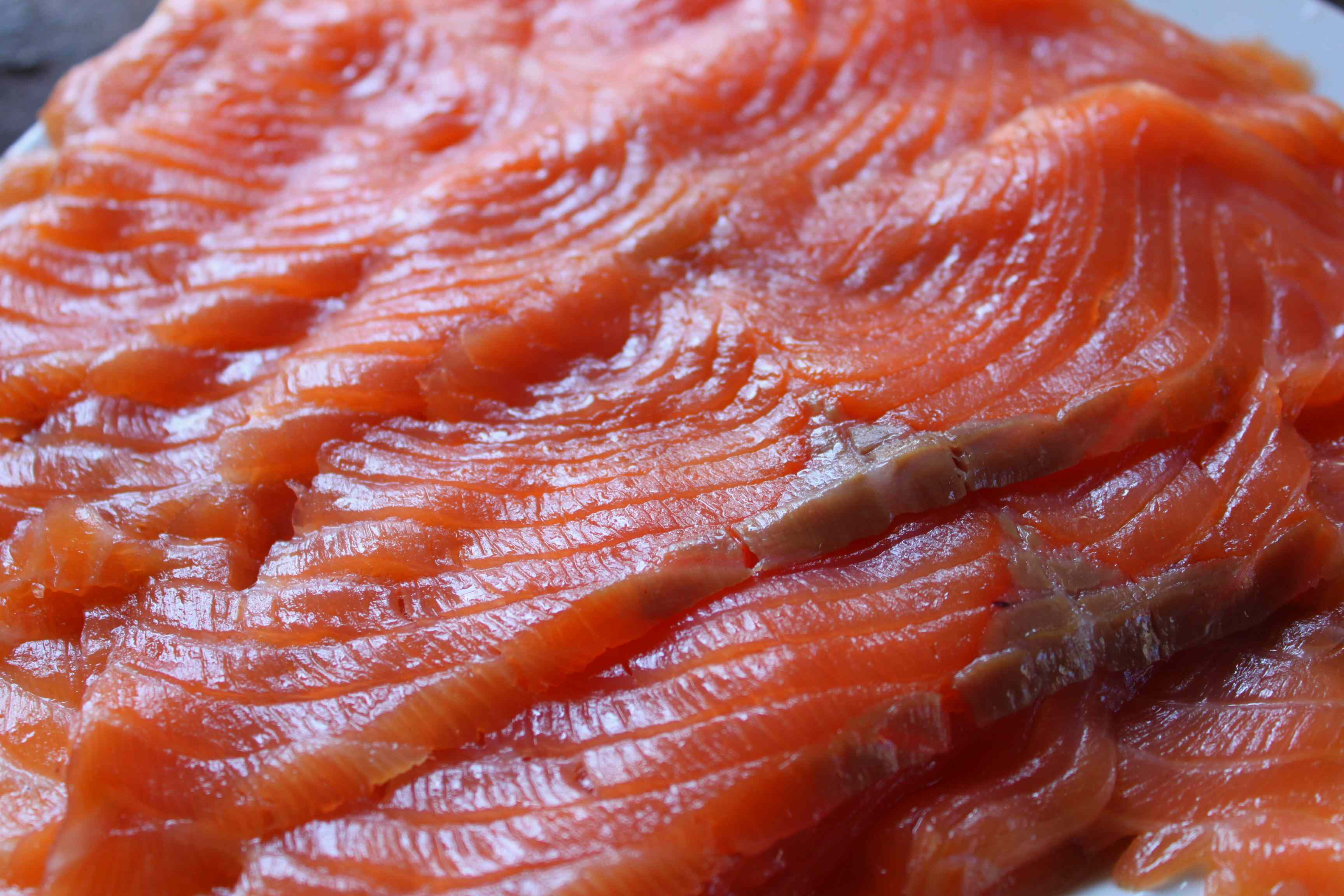
Saumon fumé vu de près.

Le saumon fumé est fréquemment utilisé en apéritif ou en entrée pour garnir des canapés par exemple, associé à de la crème fraîche et à du jus de citron. En Amérique, il est généralement coupé en tranches très fines (carpaccio), et présenté sur des bagels avec du fromage à la crème, ou en toast Melba, avec des tranches d'oignon rouge, du citron et des câpres. En Europe, il peut figurer également dans des quiches et des plats de pâtes.
Le saumon fumé peut être servi en « sushi » dans les bars à sushis américains, sous le nom de « BC Roll » ou de « Philadelphia Roll » ; ce produit n'appartient pas du tout à la culture japonaise, qui consomme le saumon cru.

## Production

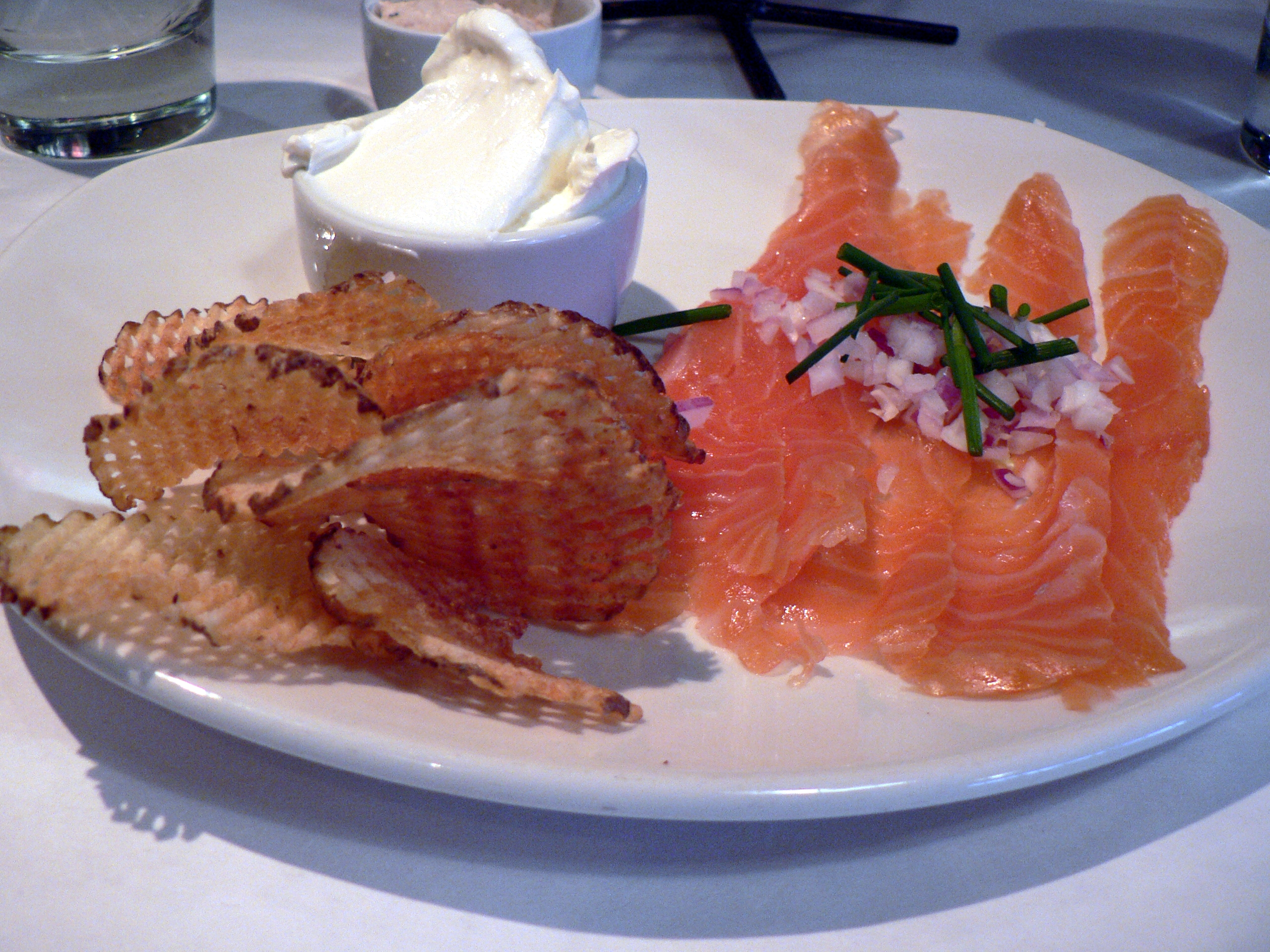
Pommes gaufrettes et saumon fumé dans un restaurant de Cleveland (déc. 2006).

En Europe, le saumon fumé est préparé principalement à partir de l'espèce Salmo salar (saumon atlantique), provenant d'élevages situés en Norvège, en Écosse ou en Irlande ; en Amérique du Nord, ce saumon est principalement élevé sur la côte est du Canada (en particulier dans la baie de Fundy).
L'élevage s'est également développé récemment au Chili mais il a subi, en 2009, de graves difficultés qui ont conduit à la fermeture de nombreuses fermes. 
Différentes espèces sauvages provenant majoritairement de l'océan Pacifique peuvent également être utilisées pour le fumage (Oncorhynchus kisutch : saumon argenté du Pacifique ; Oncorhynchus tshawytscha : saumon royal du Pacifique). Mais il est nettement moins savoureux.
La plus grande partie de la production de saumon fumé provient d'un fumage à froid par l'exposition directe à de la fumée provenant directement de la combustion de bois, à 25°C maximum. Le fumage à froid ne cuit pas le poisson, ce qui lui conserve une texture délicate. 
Le fumage traditionnel commence par la découpe du saumon en filets, qui sont ensuite salés pendant environ 3 à 12 heures, selon les recettes, avant d'être rincés à l'eau fraîche. Ils sont alors fumés durant 7 à 8 heures, généralement au bois de hêtre ou de chêne. Le bois d'érable est toutefois également utilisé au Canada.
Le saumon sauvage fumé est aujourd'hui plus rare et plus cher que le saumon d'élevage, mais sa commercialisation progresse à nouveau (2009).
La France est le plus gros consommateur en Europe. Le saumon fumé y est défini par la Norme AFNOR V45-065, modifiée en décembre 2012.